# Vier Hemelse Koningen
De Vier Hemelse Koningen zijn vier boeddhistische bewakersgoden die elk voor een bepaalde windrichting staan.
Ze zijn de beschermers van de wereld en vechters tegen het kwaad. Ze kunnen elk een legioen bovennatuurlijke wezens bevelen om de dharma te beschermen. In het taoïsme bewaken zij elk een hemelpoort van de vier windrichtingen.
De beelden van de Vier Hemelse Koningen komen voor in boeddhistische tempels en Chinese tempels. Ze staan dan meestal in de hal van de Vier Hemelse Koningen.

## Tabel van de Vier Hemelse Koningen
|                               |                           |                            |                               |                               |
| Sanskriet                     | Vaiśravaṇa (Kubera)       | Virūḍhaka                  | Dhṛtarāṣṭra                   | Virūpākṣa                     |
| Sanskriet, Devanagarispelling | वैश्रवण (कुबेर)               | विरूढक                       | धृतराष्ट्र                        | विरूपाक्ष                         |
| Pali                          | Vessavaṇa (Kuvera)        | Virūḷhaka                  | Dhataraṭṭha                   | Virūpakkha                    |
| Pali, Devanagarispelling      | वेस्सवण (कुवेर)               | विरूळ्हक                      | धतरट्ठ                         | विरूपक्ख                         |
| Betekenis                     | "Hij die alles hoort"     | "Hij die vergroot"         | "Hij die het land bewaakt"    | "Hij die alles ziet"          |
| Traditioneel Chinees          | 多聞天 / 毗沙門天         | 增長天 / 留博叉天          | 持國天 / 多羅吒天             | 廣目天 / 毗琉璃天             |
| Vereenvoudigd Chinees         | 多闻天 / 毗沙门天         | 增长天 / 留博叉天          | 持国天 / 多罗吒天             | 广目天 / 毗琉璃天             |
| Hanyu pinyin                  | Duō Wén Tiān              | Zēng Zhǎng Tiān            | Chí Guó Tiān                  | Guăng Mù Tiān                 |
| Koreaans, hangul              | 다문천왕                  | 증장천왕                   | 지국천왕                      | 광목천왕                      |
| Koreaans, geromaniseerd       | Damun-cheonwang           | Jeungjang-cheonwang        | Jiguk-cheonwang               | Gwangmok-cheonwang            |
| Japans, kanji                 | 多聞天 (毘沙門天)         | 増長天                     | 持国天                        | 広目天                        |
| Japans, geromaniseerd         | Tamon-ten (Bishamon-ten)  | Zōchō-ten Zōjō-ten         | Jikoku-ten                    | Kōmoku-ten                    |
| Tibetaans                     | rnam.thos.sras (Namthöse) | 'phags.skyes.po (Phakyepo) | yul.'khor.srung (Yülkhorsung) | spyan.mi.bzang (Chenmizang)   |
| Thais                         | ท้าวกุเวร / เวสสัณ           | ท้าววิรุฬหก                   | ท้าวธตรฐ                       | ท้าววิรูปักษ์                      |
| Thais, geromaniseerd          | Thao Kuwen / Vessavan     | Thao Virunhok              | Thao Thatarot                 | Thao Virupak                  |
| Kleur                         | geel                      | blauw                      | wit                           | rood                          |
| Symbool                       | paraplu, mangoesten       | zwaard                     | pipa                          | adder, kleine stoepa of parel |
| Volgelingen                   | Yakṣas                    | Kumbhāṇḍas                 | Gandharva's                   | Nāga's                        |
| Windrichting                  | noord                     | zuid                       | oost                          | west                          |